# Archieparchie Antélias
Archieparchie Antélias je archieparchie (arcidiecéze) v Libanonu. Založena papežem Janem Pavlem II. dne 11. června 1988 pro maronitské věřící. Prvním arcibiskupem se stal bývalý arcibiskup Kypru Mons. Joseph Mohsen Béchara. K roku 2012 měla arcidiecéze 249 971 věřících, 76 kněží, 86 řeholních kněží a 93 farností. Jejím hlavním chrámem je katedrála svatého Eliáše. Tato arcidiecéze patří pod maronitský antiochijský patriarchát.

## Arcibiskupové

1.Joseph Mohsen Béchara (1988–2012)
2.Camille Zaidan (2012–2019)
3.Antoine Farès Bou Najem (od 2021)